# Les Soldats de l'ombre (livre-jeu)
ɺ
Pour les articles homonymes, voir Les Soldats de l'ombre.
Les Soldats de l'ombre est un livre-jeu écrit par Fabrice Cayla et jean-Pierre Pécau en 1986, et édité par Le livre de poche dans la collection Histoires à jouer : Les livres à remonter le temps, dont c'est le dix-septième tome.